# Trait argentin
Le trait argentin (espagnol : Caballo de tiro argentino) est une race de chevaux de trait développée en Argentine. Proche du Percheron, il est élevé pour la traction, la production de mules et la viande.

## Histoire

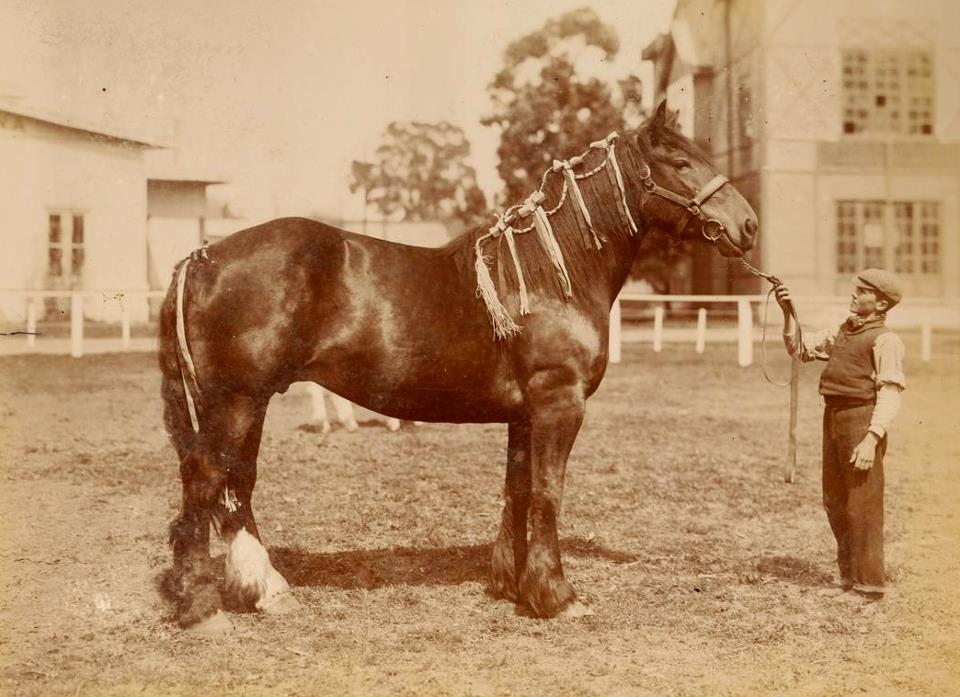
Cheval de trait importé en Argentine, en 1910

La race provient de croisements réguliers entre des juments locales argentine de forte carrure, et des étalons de trait de différentes races extérieures, notamment Percherons et postiers. En 1991, la majorité des chevaux de trait d'Argentine sont des Percheron ou des croisements de Percheron. 

## Description
Le trait argentin est considéré comme une race dérivée du Percheron. Le modèle est toutefois  un peu plus léger, avec une tête réputée élégante, une encolure musclée et des membres solides. 
La robe est généralement grise ou noire.
La race est réputée docile, rustique et de bonne longévité.
Le trait argentin est géré par la Asociación Argentina de Fomento Equino.

## Utilisations
La vocation première de ces chevaux est la traction, mais les juments trait argentin sont aussi croisées avec des baudets pour donner des mulets. ces animaux sont également élevés pour leur viande, qui a la particularité d'être adaptée à l'exportation. 

## Diffusion de l'élevage
La race est probablement en déclin : en 1991, une chronique américaine témoigne que « peu de chevaux de trait sont élevés en Argentine ». Le trait argentin est régulièrement présenté sur l'exposition rurale de Palermo, notamment en 2012 en 2017, ainsi que début avril 2006, lorsque cette exposition était nommée Nuestros Caballos. L'exposition de 2016 a vu deux chevaux de la race (box 1686) être vendus en plusieurs versements de 57 mille et 52 mille pesos.